# Luigi Palmerini
Luigi Palmerini (Bolonya, 1768-1842) fou un compositor i organista italià.
Per espai de quaranta anys fou organista de la Col·legiata de la seva vila natal i se’l considera com l'últim representant a Itàlia de l'escola clàssica.
Improvisava fugues a tres i quatre parts i deixà gran nombre de composicions religioses i un “Tractat d'Harmonia i acompanyament”, que molts crítics consideren superior al de Stanislao Mattei (1750-1825).
Va tenir per alumne al Conservatori de Bolonya a Giuseppe Busi (1801-1871).